# Dunne Musun Corona
Dunne Musun Corona est une corona, formation géologique en forme de couronne, située sur la planète Vénus par -60° S et 85° E. Elle est localisée dans le quadrangle de Fredegonde. Elle a été nommée en référence à Dunne Musun, terre et maîtresse de la taïga chez les Evenks, l'un des peuples Toungouses de Sibérie (Russie et Nord-Est de la Chine). 

## Géographie et géologie
Dunne Musun Corona couvre une surface circulaire d'environ 630 km de diamètre. Cette formation fait partie des 34 coronae de plus de 500 km de diamètre sur la surface de Vénus.